# Fara v Přepeřích
Fara v Přepeřích je nemovitá kulturní památka; Ministerstvo kultury ji za kulturní památku prohlásilo dne 22. 4. 2004. Národní památkový ústav tuto faru uvádí v katalogu památek (rejstříkové číslo ÚSKP 101004).
Fara se nachází v okrese Semily, poblíž města Turnov, v centru obce Přepeře, při pravé straně silnice z Turnova do Příšovic.

## Památková hodnota
Fara tvoří areál, který je hodnotným celkem zachovaným bez větších stavebních zásahů. Novogotický vliv souvisí s podobou zámku Sychrov a se staviteli Rohanů, bratry Karnoldovými. Areál je ceněn jako významný a citlivý architektonický doplněk historického prostředí obce.

## Popis
Areál jednopatrové fary se skládá ze tří samostatných objektů; vedle obytné budovy jsou tam i stáje a chlév.

## Historie
Historie kostela a fary v Přepeřích je dlouhá několik staletí. Kostel sv. Jakuba Staršího byl založen mezi lety 1340 – 1350. Ve vlastivědné encyklopedii Miscellanea historica regni Bohemiae (Rozmanitostech z historie Království českého) českého jezuity Bohuslava Balbína se nachází zmínka, že zdejší plebánie, tedy přepeřská fara, byla zřízena roku 1344.
Fara byla nejprve katolická, později husitská, potom (koncem 15. století) zůstala bez kněze.

### Historie současné budovy

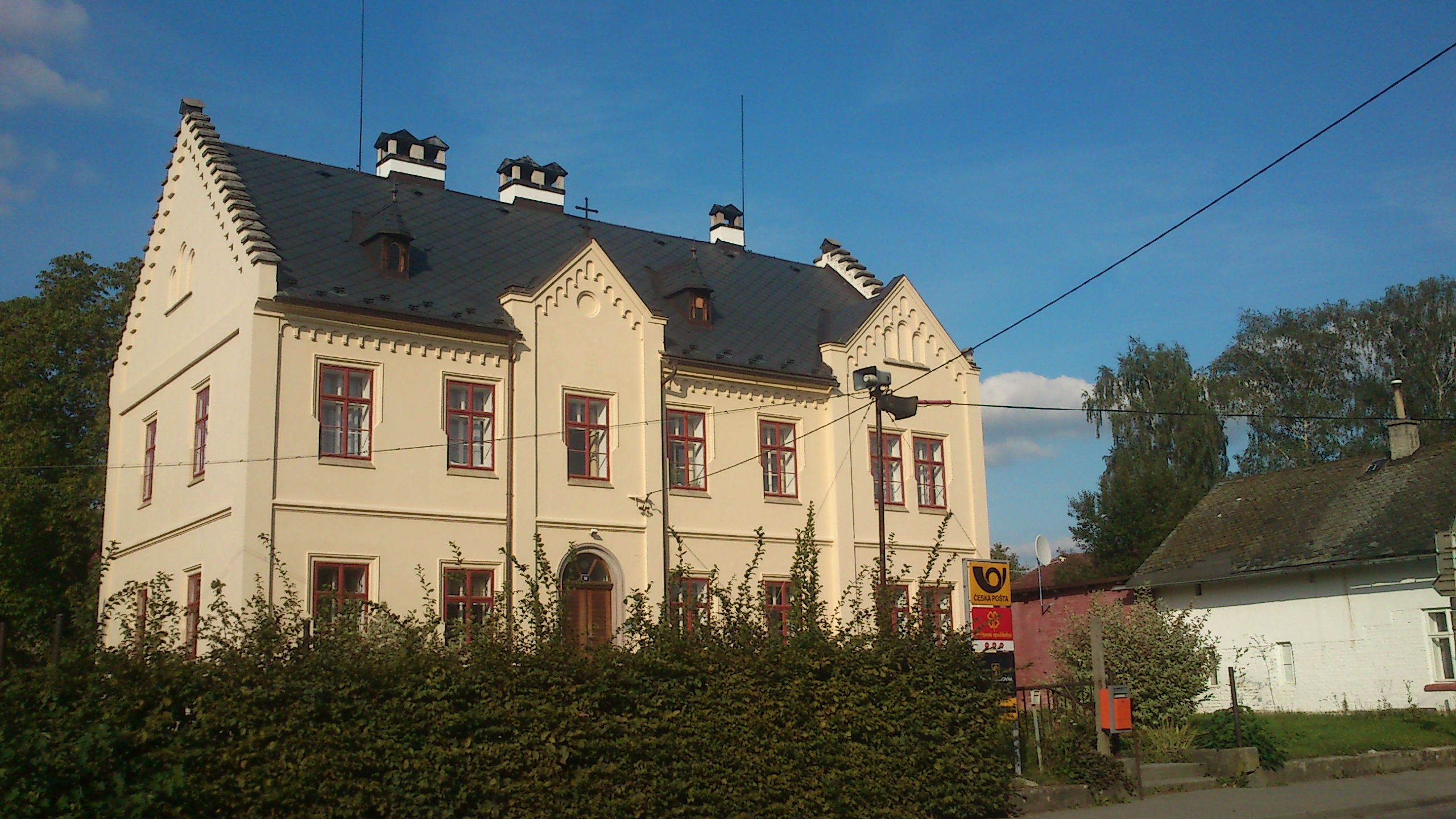
Fara

Fara byla postavena v 19. století podle plánů bratrů Karnoldových, což byli vrchnostenští stavitelé rodu Rohanů. Výstavba probíhala v letech 1882–1883, a to v centru obce, na místě bývalé fary z roku 1824. Na objektu je zřetelný vliv slohu novogotického. V areálu se nachází chlév a stáj.

#### Opravy
Město Turnov na oficiálních stránkách uvádí Přehled vybraných realizovaných akcí v letech 2015-2017;
v čísle 10 v Přepeřích tehdy proběhla II. etapa opravy havarijního krovu a v další fázi byla oprava krovu fary dokončena. Na zajištění materiálu pro dokončení obnovy krovu fary byla v roce 2015 z rozpočtu obce Přepeře poskytnuta neinvestiční dotace.